# Дедов, Николай Егорович
Никола́й Его́рович Де́дов (6 марта 1933, Михеи, Сапожковский район, Рязанский округ, Московская область, РСФСР, СССР — 28 декабря 1987, Йошкар-Ола, Марийская АССР, РСФСР, СССР) — советский административный и хозяйственный деятель. Первый заместитель Председателя Совета Министров Марийской АССР (1978—1985). Член КПСС.

## Биография
Родился 6 марта 1933 года в с. Михеи ныне Сапожковского района Рязанской области.
В 1953 году окончил Песочинский сельскохозяйственный техникум.
В 1961 году направлен в Марийскую АССР: инструктор Волжского горкома КПСС, агроном в п. Морки, главный агроном Новоторъяльского района. В 1965 году заочно окончил Рязанский сельскохозяйственный институт. В 1965—1968 годах — главный агроном Министерства сельского хозяйства Марийской АССР, до 1978 года — заместитель заведующего и заведующий сельскохозяйственным отделом Марийского обкома КПСС.
В 1966 году стал одним из соавторов книги «Хороший луг — пашне помощник», а в 1969 году — автором книги «Гречиха — ценная крупяная культура» и других изданий по сельскому хозяйству. В 1982 году под его руководством в Йошкар-Оле вышла в свет книга «Система ведения сельского хозяйства Марийской АССР». 
В 1978—1985 годах — первый заместитель Председателя Совета Министров Марийской АССР.
В 1975—1987 годах избирался депутатом Верховного Совета Марийской АССР IX—XI созыва.
Его многолетняя плодотворная административная и хозяйственная деятельность отмечена орденами Трудового Красного Знамени, «Знак Почёта», медалями, в том числе бронзовой медалью ВДНХ, а также Почётной грамотой Президиума Верховного Совета Марийской АССР. 
Скончался 28 декабря 1987 года в г. Йошкар-Оле.

## Награды
- Орден Трудового Красного Знамени (1975)[1]
- Орден «Знак Почёта» (1971)[1]
- Бронзовая медаль ВДНХ (1966)[1]
- Медаль «За доблестный труд. В ознаменование 100-летия со дня рождения Владимира Ильича Ленина» (1970)
- Почётная грамота Президиума Верховного Совета Марийской АССР (1983)[1]